# Jackie Chan
Jackie Chan (kitajsko 成龍 / 成龙, Pinyin Chéng Lóng), kitajski mojster borilnih veščin in filmski igralec, * 7. april 1954, Hong Kong.
Je eden najbolj znanih igralcev na svetu, priljubljen tako na zahodu kot v domovini. Prepoznaven je po svojem komičnem slogu borbe s pretiranimi gibi, uporabo improviziranih orožij in inovativnimi kaskaderskimi triki, ki jih na posnetkih običajno izvaja sam. Treniral je kung fu ali vušu in hapkido, kot igralec pa je aktiven od 1960. let, v tem obdobju je nastopil v več kot 150 filmih.
Poleg tega je šolan pevec in popularen pop izvajalec na Kitajskem, izdal je več albumov in pogosto sam poje v naslovnih skladbah svojih filmov.